# Wereldkampioenschap rally in 2014
Het wereldkampioenschap rally in 2014 was de tweeënveertigste jaargang van het wereldkampioenschap rally (internationaal het World Rally Championship), georganiseerd door de Fédération Internationale de l'Automobile (FIA).

## Wijzigingen
- Bandenfabrikant Pirelli keerde terug in het kampioenschap als leverancier in 2014, waarmee het de al bestaande leveranciers Michelin, DMACK en Hankook vergezelde.[1] Pirelli leverde voor het laatst banden aan het kampioenschap in 2010.
- De regel die de startposities per dag reguleerde veranderde in 2014, nadat de FIA onvrede vertoonde over de in 2012 geïntroduceerde opzet van een kwalificatie proef, waarbij de snelste rijder op die proef mocht kiezen op welke positie hij van start zou gaan. De nieuwe opzet is in december 2013 tijdens een vergadering van de FIA World Motor Sport Council beslist.[2]
  - Dag 1: Volgorde uitgaand van het voorlopige klassement in het kampioenschap voor P1 (prioriteit 1) en P2 (prioriteit 2) rijders.
  - Dag 2: Omgedraaide volgorde uitgaand van het voorlopige klassement in de rally voor P1 en P2 rijders.
  - Dag 3: Omgedraaide volgorde uitgaand van het voorlopige klassement in de rally voor P1 en P2 rijders.
  - Auto's die zijn uitgevallen en herstarten (Rally 2) zullen de volgende dag achter de P1 en P2 rijders worden geplaatst.
- Constructeurs waren niet meer verplicht om één permanente rijder te nomineren voor het gehele seizoen, maar moesten een rijder nomineren voor minimaal tien rondes.[2]
- De rally's kregen een vaste opzet. Een ceremoniële start vond plaats op donderdag, met de laatste proef die verreden wordt als de zogenaamde Power Stage op zondag. De minimale lengte van de Power Stage moest tien kilometer zijn.[2]
- Alle rijders geregistreerd in het kampioenschap (WRC, WRC-2, WRC-3 en het Junior WRC) waren verplicht een kleurcodesticker te dragen op de voorruit, om zo de verschillende categorieën te kunnen onderscheiden.[2]

## Kalender
- De kalender van 2014 werd aangekondigd door de FIA World Motor Sport Council in Kroatië op 27 september 2013. Het seizoen werd verreden over dertien rondes in Europa, Noord en Zuid-Amerika en Australië.[3]

| Ronde | Datum              | Rally                      | Start            | Finish           | Ondergrond | Ondergrond       |
| ----- | ------------------ | -------------------------- | ---------------- | ---------------- | ---------- | ---------------- |
| 1     | 16-19 januari      | Rally van Monte Carlo      | Gap              | Monte Carlo      |            | Asfalt en sneeuw |
| 2     | 5-8 februari       | Rally van Zweden           | Karlstad         | Karlstad         |            | Sneeuw en ijs    |
| 3     | 7-9 maart          | Rally van Mexico           | León             | León             |            | Gravel           |
| 4     | 4-6 april          | Rally van Portugal         | Faro             | Faro             |            | Gravel           |
| 5     | 8-11 mei           | Rally van Argentinië       | Villa Carlos Paz | Villa Carlos Paz |            | Gravel           |
| 6     | 6-8 juni           | Rally van Sardinië         | Olbia            | Olbia            |            | Gravel           |
| 7     | 27-29 juni         | Rally van Polen            | Mikołajki        | Mikołajki        |            | Gravel           |
| 8     | 31 juli-3 augustus | Rally van Finland          | Jyväskylä        | Jyväskylä        |            | Gravel           |
| 9     | 22-24 augustus     | Rally van Duitsland        | Trier            | Trier            |            | Asfalt           |
| 10    | 12-14 september    | Rally van Australië        | Coffs Harbour    | Coffs Harbour    |            | Gravel           |
| 11    | 3-5 oktober        | Rally van Frankrijk        | Straatsburg      | Straatsburg      |            | Asfalt           |
| 12    | 24-26 oktober      | Rally van Catalonië        | Salou            | Salou            |            | Asfalt en gravel |
| 13    | 14-16 november     | Rally van Groot-Brittannië | Deeside          | Deeside          |            | Gravel           |

### Wijzigingen
- De overeenkomst tussen de Rally van Australië en Rally van Nieuw-Zeeland die ze om de twee jaar zag rouleren met elkaar verdween. Nadat het gastheer was in 2013, zou het Australische evenement ook in 2014 en 2015 op de kalender blijven, voordat de overeenkomst opnieuw onderhandeld diende te worden.[4]
- De kalender van 2014 zag de Rally van Polen terugkeren voor het eerst sinds 2009.[4] Het evenement zal ook de grens overgaan met een dag klassementsproeven in Litouwen.[3] De inclusie gaat ten koste van de Rally van Griekenland, die vanwege strubbelingen met haar financiële verplichtingen tegenover het kampioenschap van de kalender verdwijnt. Deze heeft later een plek verworven op de kalender van het Europees kampioenschap rally in 2014.[5] De Rally van Brazilië en Rally van China werden ook overwogen voor een plaats op de kalender voordat Polen goedkeuring kreeg van de FIA.[6][7]

## Teams en rijders
| Inschrijvingen die in aanmerking komen om punten te scoren voor de constructeur. | Inschrijvingen die in aanmerking komen om punten te scoren voor de constructeur. | Inschrijvingen die in aanmerking komen om punten te scoren voor de constructeur. | Inschrijvingen die in aanmerking komen om punten te scoren voor de constructeur. | Inschrijvingen die in aanmerking komen om punten te scoren voor de constructeur. | Inschrijvingen die in aanmerking komen om punten te scoren voor de constructeur. | Inschrijvingen die in aanmerking komen om punten te scoren voor de constructeur. | Inschrijvingen die in aanmerking komen om punten te scoren voor de constructeur. |
| Inschrijving                                                                     | Constructeur                                                                     | Auto                                                                             | Band                                                                             | #                                                                                | Rijder                                                                           | Navigator                                                                        | Rondes                                                                           |
| -------------------------------------------------------------------------------- | -------------------------------------------------------------------------------- | -------------------------------------------------------------------------------- | -------------------------------------------------------------------------------- | -------------------------------------------------------------------------------- | -------------------------------------------------------------------------------- | -------------------------------------------------------------------------------- | -------------------------------------------------------------------------------- |
| Volkswagen Motorsport                                                            | Volkswagen                                                                       | Volkswagen Polo R WRC                                                            | M                                                                                | 1                                                                                | Sébastien Ogier                                                                  | Julien Ingrassia                                                                 | 1-13                                                                             |
| Volkswagen Motorsport                                                            | Volkswagen                                                                       | Volkswagen Polo R WRC                                                            | M                                                                                | 2                                                                                | Jari-Matti Latvala                                                               | Miikka Anttila                                                                   | 1-13                                                                             |
| Volkswagen Motorsport II                                                         | Volkswagen                                                                       | Volkswagen Polo R WRC                                                            | M                                                                                | 9                                                                                | Andreas Mikkelsen                                                                | Mikko Markkula                                                                   | 1-5                                                                              |
| Volkswagen Motorsport II                                                         | Volkswagen                                                                       | Volkswagen Polo R WRC                                                            | M                                                                                | 9                                                                                | Andreas Mikkelsen                                                                | Ola Fløene                                                                       | 6-13                                                                             |
| Citroën Total Abu Dhabi World Rally Team                                         | Citroën                                                                          | Citroën DS3 WRC                                                                  | M                                                                                | 3                                                                                | Kris Meeke                                                                       | Paul Nagle                                                                       | 1-13                                                                             |
| Citroën Total Abu Dhabi World Rally Team                                         | Citroën                                                                          | Citroën DS3 WRC                                                                  | M                                                                                | 4                                                                                | Mads Østberg                                                                     | Jonas Andersson                                                                  | 1-13                                                                             |
| M-Sport World Rally Team                                                         | Ford                                                                             | Ford Fiesta RS WRC                                                               | M                                                                                | 5                                                                                | Mikko Hirvonen                                                                   | Jarmo Lehtinen                                                                   | 1-13                                                                             |
| M-Sport World Rally Team                                                         | Ford                                                                             | Ford Fiesta RS WRC                                                               | M                                                                                | 6                                                                                | Elfyn Evans                                                                      | Daniel Barritt                                                                   | 1-13                                                                             |
| RK M-Sport World Rally Team                                                      | Ford                                                                             | Ford Fiesta RS WRC                                                               | M                                                                                | 10                                                                               | Robert Kubica                                                                    | Maciej Szczepaniak                                                               | 1-13                                                                             |
| Jipocar Czech National Team                                                      | Ford                                                                             | Ford Fiesta RS WRC                                                               | M                                                                                | 21                                                                               | Martin Prokop                                                                    | Michal Ernst                                                                     | 1                                                                                |
| Jipocar Czech National Team                                                      | Ford                                                                             | Ford Fiesta RS WRC                                                               | M                                                                                | 21                                                                               | Martin Prokop                                                                    | Jan Tománek                                                                      | 2-9, 11-13                                                                       |
| Hyundai Motorsport                                                               | Hyundai                                                                          | Hyundai i20 WRC                                                                  | M                                                                                | 7                                                                                | Thierry Neuville                                                                 | Nicolas Gilsoul                                                                  | 1-13                                                                             |
| Hyundai Motorsport                                                               | Hyundai                                                                          | Hyundai i20 WRC                                                                  | M                                                                                | 8                                                                                | Daniel Sordo                                                                     | Marc Martí                                                                       | 1, 5, 9, 11-12                                                                   |
| Hyundai Motorsport                                                               | Hyundai                                                                          | Hyundai i20 WRC                                                                  | M                                                                                | 8                                                                                | Juho Hänninen                                                                    | Tomi Tuominen                                                                    | 2, 4, 6-8, 13                                                                    |
| Hyundai Motorsport                                                               | Hyundai                                                                          | Hyundai i20 WRC                                                                  | M                                                                                | 8                                                                                | Chris Atkinson                                                                   | Stéphane Prévot                                                                  | 3, 10                                                                            |
| Hyundai Motorsport N                                                             | Hyundai                                                                          | Hyundai i20 WRC                                                                  | M                                                                                | 20                                                                               | Daniel Sordo                                                                     | Marc Martí                                                                       | 4                                                                                |
| Hyundai Motorsport N                                                             | Hyundai                                                                          | Hyundai i20 WRC                                                                  | M                                                                                | 20                                                                               | Hayden Paddon                                                                    | John Kennard                                                                     | 6-8, 10, 12-13                                                                   |
| Hyundai Motorsport N                                                             | Hyundai                                                                          | Hyundai i20 WRC                                                                  | M                                                                                | 20                                                                               | Bryan Bouffier                                                                   | Xavier Panseri                                                                   | 9, 11                                                                            |

| Grote inschrijvingen die niet in aanmerking komen om punten te scoren voor de constructeur. | Grote inschrijvingen die niet in aanmerking komen om punten te scoren voor de constructeur. | Grote inschrijvingen die niet in aanmerking komen om punten te scoren voor de constructeur. | Grote inschrijvingen die niet in aanmerking komen om punten te scoren voor de constructeur. | Grote inschrijvingen die niet in aanmerking komen om punten te scoren voor de constructeur. | Grote inschrijvingen die niet in aanmerking komen om punten te scoren voor de constructeur. | Grote inschrijvingen die niet in aanmerking komen om punten te scoren voor de constructeur. | Grote inschrijvingen die niet in aanmerking komen om punten te scoren voor de constructeur. |
| Inschrijving                                                                                | Constructeur                                                                                | Auto                                                                                        | Band                                                                                        | #                                                                                           | Rijder                                                                                      | Navigator                                                                                   | Rondes                                                                                      |
| ------------------------------------------------------------------------------------------- | ------------------------------------------------------------------------------------------- | ------------------------------------------------------------------------------------------- | ------------------------------------------------------------------------------------------- | ------------------------------------------------------------------------------------------- | ------------------------------------------------------------------------------------------- | ------------------------------------------------------------------------------------------- | ------------------------------------------------------------------------------------------- |
| Citroën Total Abu Dhabi World Rally Team                                                    | Citroën                                                                                     | Citroën DS3 WRC                                                                             | M                                                                                           | 12                                                                                          | Khalid Al-Qassimi                                                                           | Chris Patterson                                                                             | 2, 4, 6, 12                                                                                 |
| M-Sport Ltd.                                                                                | Ford                                                                                        | Ford Fiesta RS WRC                                                                          | M                                                                                           | 11                                                                                          | Bryan Bouffier                                                                              | Xavier Panseri                                                                              | 1                                                                                           |
| M-Sport World Rally Team                                                                    | Ford                                                                                        | Ford Fiesta RS WRC                                                                          | M                                                                                           | 11                                                                                          | Ott Tänak                                                                                   | Raigo Mölder                                                                                | 2, 4, 13                                                                                    |
| M-Sport World Rally Team                                                                    | Ford                                                                                        | Ford Fiesta RS WRC                                                                          | M                                                                                           | 11                                                                                          | Benito Guerra jr.                                                                           | Borja Rozada                                                                                | 3                                                                                           |
| M-Sport World Rally Team                                                                    | Ford                                                                                        | Ford Fiesta RS WRC                                                                          | M                                                                                           | 14                                                                                          | Michał Sołowow                                                                              | Maciek Baran                                                                                | 2                                                                                           |
| François Delecour                                                                           | Ford                                                                                        | Ford Fiesta RS WRC                                                                          | M                                                                                           | 12                                                                                          | François Delecour                                                                           | Dominique Savignoni                                                                         | 1                                                                                           |
| Pontus Tidemand                                                                             | Ford                                                                                        | Ford Fiesta RS WRC                                                                          | M                                                                                           | 15                                                                                          | Pontus Tidemand                                                                             | Ola Fløene                                                                                  | 2                                                                                           |
| Henning Solberg                                                                             | Ford                                                                                        | Ford Fiesta RS WRC                                                                          | P                                                                                           | 16                                                                                          | Henning Solberg                                                                             | Ilka Minor                                                                                  | 2, 4, 6-8, 11, 13                                                                           |
| Craig Breen                                                                                 | Ford                                                                                        | Ford Fiesta RS WRC                                                                          | M                                                                                           | 17                                                                                          | Craig Breen                                                                                 | Scott Martin                                                                                | 2                                                                                           |
| Slovakia World Rally Team                                                                   | Ford                                                                                        | Ford Fiesta RS WRC                                                                          | M                                                                                           | 22                                                                                          | Jaroslav Melichárek                                                                         | Erik Melichárek                                                                             | 1                                                                                           |
| Slovakia World Rally Team                                                                   | Ford                                                                                        | Ford Fiesta RS WRC                                                                          | D                                                                                           | 22                                                                                          | Jaroslav Melichárek                                                                         | Erik Melichárek                                                                             | 6, 9                                                                                        |

### Wijzigingen

#### Teams
- Citroën schaalde haar betrokkenheid in het kampioenschap terug naar een programma met twee fabrieksgesteunde inschrijvingen, terwijl een derde auto alleen in geselecteerde rondes zal worden ingezet. Dit heeft als resultaat dat het klanten programma beëindigd wordt.[8] De aanleiding is Citroëns uitbreiding naar het World Touring Car Championship, en de logistieke uitdaging die daarbij komt kijken.[9][10]
- De Koreaanse constructeur Hyundai keerde terug als fabrieksteam in het kampioenschap, waar het in deelnam met de i20 WRC.[11] Het team nam voorheen deel aan het WK rally met de Accent WRC tussen 2000 en 2003.[12]

#### Rijders
- Na alleen deel te hebben genomen in geselecteerde rondes in 2013, verliet negenvoudig wereldkampioen Sébastien Loeb het kampioenschap volledig om met Citroën de overstap te maken naar het WTCC.[9]
- Juho Hänninen, die in 2013 al testwerk deed voor Hyundai, werkte voor het team een gedeeld programma af in 2014.[13] Hänninen zal het zitje delen met Daniel Sordo, die overkomt van Citroën, en een terugkerende Chris Atkinson.[14]
- Mikko Hirvonen verliet na twee seizoenen Citroën en ging rijden voor M-Sport, met wie hij tussen 2006 en 2011 ook actief was toen het nog de fabrieksinschrijving van Ford vertegenwoordigde. Zijn teamgenoot werd 2012 WRC Academy-winnaar Elfyn Evans.[15]
- Robert Kubica verbond zich aan het WK rally, waarin hij onder de vlag van RK M-Sport World Rally Team ging rijden met een door M-Sport geprepareerde Ford Fiesta RS WRC.[16]
- Kris Meeke keertde terug in het kampioenschap bij het fabrieksteam van Citroën, met wie hij in 2013 al in een paar rally's de derde auto bestuurde.[17]
- Thierry Neuville verliet het Qatar World Rally Team om kopman te worden bij het fabrieksteam van Hyundai.[18]
- Mads Østberg verliet het Qatar M-Sport World Rally Team en ging rijden voor Citroën.[17]

## Resultaten
| Kleur | Ondergrond       |
| ----- | ---------------- |
| Grijs | Asfalt           |
| Bruin | Gravel           |
| Roze  | Asfalt en gravel |
| Blauw | Sneeuw en ijs    |

| Ronde | Ronde | Rally                                                         | Podium             | Podium                | Podium                | Podium    | Statistieken | Statistieken | Statistieken | Statistieken |
| Ronde | Ronde | Rally                                                         | Pos.               | Rijder                | Auto                  | Tijd      | Proeven      | Afstand      | Gestart      | Gefinisht    |
| ----- | ----- | ------------------------------------------------------------- | ------------------ | --------------------- | --------------------- | --------- | ------------ | ------------ | ------------ | ------------ |
|       | 1     | 82ème Rallye Automobile de Monte-Carlo (16-19 januari 2014)   | 1.                 | Sébastien Ogier       | Volkswagen Polo R WRC | 3:55.14,4 | 15           | 383,82 km    | 68           | 40           |
| 2.    | 1     | 82ème Rallye Automobile de Monte-Carlo (16-19 januari 2014)   | Bryan Bouffier     | Ford Fiesta RS WRC    | 3:56.33,3             |           | 15           | 383,82 km    | 68           | 40           |
| 3.    | 1     | 82ème Rallye Automobile de Monte-Carlo (16-19 januari 2014)   | Kris Meeke         | Citroën DS3 WRC       | 3:57.08,7             |           | 15           | 383,82 km    | 68           | 40           |
|       |       |                                                               |                    |                       |                       |           |              |              |              |              |
|       | 2     | 62nd Rally Sweden (5-8 februari 2014)                         | 1.                 | Jari-Matti Latvala    | Volkswagen Polo R WRC | 3:00.31,1 | 24           | 323,54 km    | 39           | 30           |
| 2.    | 2     | 62nd Rally Sweden (5-8 februari 2014)                         | Andreas Mikkelsen  | Volkswagen Polo R WRC | 3:01.24,7             |           | 24           | 323,54 km    | 39           | 30           |
| 3.    | 2     | 62nd Rally Sweden (5-8 februari 2014)                         | Mads Østberg       | Citroën DS3 WRC       | 3:01.30,6             |           | 24           | 323,54 km    | 39           | 30           |
|       |       |                                                               |                    |                       |                       |           |              |              |              |              |
|       | 3     | 27º Rally Guanajuato México (7-9 maart 2014)                  | 1.                 | Sébastien Ogier       | Volkswagen Polo R WRC | 4:27.41,8 | 22           | 399,93 km    | 26           | 23           |
| 2.    | 3     | 27º Rally Guanajuato México (7-9 maart 2014)                  | Jari-Matti Latvala | Volkswagen Polo R WRC | 4:28.54,4             |           | 22           | 399,93 km    | 26           | 23           |
| 3.    | 3     | 27º Rally Guanajuato México (7-9 maart 2014)                  | Thierry Neuville   | Hyundai i20 WRC       | 4:33.10,4             |           | 22           | 399,93 km    | 26           | 23           |
|       |       |                                                               |                    |                       |                       |           |              |              |              |              |
|       | 4     | 48º Vodafone Rally de Portugal (4-6 april 2014)               | 1.                 | Sébastien Ogier       | Volkswagen Polo R WRC | 3:33.20,4 | 16           | 339,46 km    | 84           | 59           |
| 2.    | 4     | 48º Vodafone Rally de Portugal (4-6 april 2014)               | Mikko Hirvonen     | Ford Fiesta RS WRC    | 3:34.03,6             |           | 16           | 339,46 km    | 84           | 59           |
| 3.    | 4     | 48º Vodafone Rally de Portugal (4-6 april 2014)               | Mads Østberg       | Citroën DS3 WRC       | 3:34.32,8             |           | 16           | 339,46 km    | 84           | 59           |
|       |       |                                                               |                    |                       |                       |           |              |              |              |              |
|       | 5     | 34º XION Rally Argentina (8-11 mei 2014)                      | 1.                 | Jari-Matti Latvala    | Volkswagen Polo R WRC | 4:41.24,8 | 14           | 405,10 km    | 29           | 23           |
| 2.    | 5     | 34º XION Rally Argentina (8-11 mei 2014)                      | Sébastien Ogier    | Volkswagen Polo R WRC | 4:42.51,7             |           | 14           | 405,10 km    | 29           | 23           |
| 3.    | 5     | 34º XION Rally Argentina (8-11 mei 2014)                      | Kris Meeke         | Citroën DS3 WRC       | 4:47.19,5             |           | 14           | 405,10 km    | 29           | 23           |
|       |       |                                                               |                    |                       |                       |           |              |              |              |              |
|       | 6     | 11º Rally d'Italia Sardegna (6-8 juni 2014)                   | 1.                 | Sébastien Ogier       | Volkswagen Polo R WRC | 4:02.37,8 | 17           | 364,54 km    | 52           | 39           |
| 2.    | 6     | 11º Rally d'Italia Sardegna (6-8 juni 2014)                   | Mads Østberg       | Citroën DS3 WRC       | 4:04.00,9             |           | 17           | 364,54 km    | 52           | 39           |
| 3.    | 6     | 11º Rally d'Italia Sardegna (6-8 juni 2014)                   | Jari-Matti Latvala | Volkswagen Polo R WRC | 4:04.10,6             |           | 17           | 364,54 km    | 52           | 39           |
|       |       |                                                               |                    |                       |                       |           |              |              |              |              |
|       | 7     | 71st Lotos Rally Poland (26-29 juni 2014)                     | 1.                 | Sébastien Ogier       | Volkswagen Polo R WRC | 2:34.02,0 | 24           | 336,64 km    | 68           | 52           |
| 2.    | 7     | 71st Lotos Rally Poland (26-29 juni 2014)                     | Andreas Mikkelsen  | Volkswagen Polo R WRC | 2:35.09,7             |           | 24           | 336,64 km    | 68           | 52           |
| 3.    | 7     | 71st Lotos Rally Poland (26-29 juni 2014)                     | Thierry Neuville   | Hyundai i20 WRC       | 2:36.15,5             |           | 24           | 336,64 km    | 68           | 52           |
|       |       |                                                               |                    |                       |                       |           |              |              |              |              |
|       | 8     | 64th Neste Oil Rally Finland (31 juli-3 augustus 2014)        | 1.                 | Jari-Matti Latvala    | Volkswagen Polo R WRC | 2:57.23,2 | 26           | 360,94 km    | 77           | 54           |
| 2.    | 8     | 64th Neste Oil Rally Finland (31 juli-3 augustus 2014)        | Sébastien Ogier    | Volkswagen Polo R WRC | 2:57.26,8             |           | 26           | 360,94 km    | 77           | 54           |
| 3.    | 8     | 64th Neste Oil Rally Finland (31 juli-3 augustus 2014)        | Kris Meeke         | Citroën DS3 WRC       | 2:58.13,8             |           | 26           | 360,94 km    | 77           | 54           |
|       |       |                                                               |                    |                       |                       |           |              |              |              |              |
|       | 9     | 32. ADAC Rallye Deutschland (22-24 augustus 2014)             | 1.                 | Thierry Neuville      | Hyundai i20 WRC       | 3:07.20,2 | 18           | 323,75 km    | 85           | 64           |
| 2.    | 9     | 32. ADAC Rallye Deutschland (22-24 augustus 2014)             | Daniel Sordo       | Hyundai i20 WRC       | 3:08.00,9             |           | 18           | 323,75 km    | 85           | 64           |
| 3.    | 9     | 32. ADAC Rallye Deutschland (22-24 augustus 2014)             | Andreas Mikkelsen  | Volkswagen Polo R WRC | 3:08.18,2             |           | 18           | 323,75 km    | 85           | 64           |
|       |       |                                                               |                    |                       |                       |           |              |              |              |              |
|       | 10    | 23rd Coates Hire Rally Australia (12-14 september 2014)       | 1.                 | Sébastien Ogier       | Volkswagen Polo R WRC | 2:53.18,0 | 20           | 304,34 km    | 27           | 25           |
| 2.    | 10    | 23rd Coates Hire Rally Australia (12-14 september 2014)       | Jari-Matti Latvala | Volkswagen Polo R WRC | 2:53.24,8             |           | 20           | 304,34 km    | 27           | 25           |
| 3.    | 10    | 23rd Coates Hire Rally Australia (12-14 september 2014)       | Andreas Mikkelsen  | Volkswagen Polo R WRC | 2:54.36,0             |           | 20           | 304,34 km    | 27           | 25           |
|       |       |                                                               |                    |                       |                       |           |              |              |              |              |
|       | 11    | 5ème Rallye de France - Alsace (3-5 oktober 2014)             | 1.                 | Jari-Matti Latvala    | Volkswagen Polo R WRC | 2:38.19,1 | 18           | 303,63 km    | 91           | 75           |
| 2.    | 11    | 5ème Rallye de France - Alsace (3-5 oktober 2014)             | Andreas Mikkelsen  | Volkswagen Polo R WRC | 2:39.03,9             |           | 18           | 303,63 km    | 91           | 75           |
| 3.    | 11    | 5ème Rallye de France - Alsace (3-5 oktober 2014)             | Kris Meeke         | Citroën DS3 WRC       | 2:39.24,4             |           | 18           | 303,63 km    | 91           | 75           |
|       |       |                                                               |                    |                       |                       |           |              |              |              |              |
|       | 12    | 50º Rally RACC Catalunya - Costa Daurada (24-26 oktober 2014) | 1.                 | Sébastien Ogier       | Volkswagen Polo R WRC | 3:46.44,6 | 17           | 372,96 km    | 65           | 56           |
| 2.    | 12    | 50º Rally RACC Catalunya - Costa Daurada (24-26 oktober 2014) | Jari-Matti Latvala | Volkswagen Polo R WRC | 3:46.55,9             |           | 17           | 372,96 km    | 65           | 56           |
| 3.    | 12    | 50º Rally RACC Catalunya - Costa Daurada (24-26 oktober 2014) | Mikko Hirvonen     | Ford Fiesta RS WRC    | 3:48.26,8             |           | 17           | 372,96 km    | 65           | 56           |
|       |       |                                                               |                    |                       |                       |           |              |              |              |              |
|       | 13    | 70th Wales Rally of Great Britain (14-16 november 2014)       | 1.                 | Sébastien Ogier       | Volkswagen Polo R WRC | 3:03.08,2 | 23           | 305,64 km    | 63           | 53           |
| 2.    | 13    | 70th Wales Rally of Great Britain (14-16 november 2014)       | Mikko Hirvonen     | Ford Fiesta RS WRC    | 3:03.45,8             |           | 23           | 305,64 km    | 63           | 53           |
| 3.    | 13    | 70th Wales Rally of Great Britain (14-16 november 2014)       | Mads Østberg       | Citroën DS3 WRC       | 3:04.11,8             |           | 23           | 305,64 km    | 63           | 53           |

## Kampioenschap standen

### Rijders
- Punten worden uitgereikt aan de top 10 geklasseerden.

| Positie | 1. | 2. | 3. | 4. | 5. | 6. | 7. | 8. | 9. | 10. |
| Punten  | 25 | 18 | 15 | 12 | 10 | 8  | 6  | 4  | 2  | 1   |

- Extra punten worden vergeven aan de top 3 van de Power Stage; 3 punten voor de eerste tijd, 2 punten voor de tweede tijd en 1 punt voor de derde tijd.

| Pos. | Rijder              | MON | ZWE | MEX | POR | ARG | ITA | POL | FIN | DUI | AUS | FRA | SPA | GBR | Ptn. |
| ---- | ------------------- | --- | --- | --- | --- | --- | --- | --- | --- | --- | --- | --- | --- | --- | ---- |
| 1    | Sébastien Ogier     | 12  | 6   | 1   | 1   | 21  | 13  | 1   | 21  | NF  | 12  | 131 | 1   | 1   | 267  |
| 2    | Jari-Matti Latvala  | 51  | 12  | 2   | 142 | 13  | 32  | 53  | 12  | NF  | 21  | 13  | 21  | 81  | 218  |
| 3    | Andreas Mikkelsen   | 7   | 2   | 19  | 4   | 4   | 41  | 2   | 4   | 3   | 3   | 2   | 73  | NF  | 150  |
| 4    | Mikko Hirvonen      | NF  | 43  | 83  | 2   | 92  | NF  | 4   | 5   | 53  | 5   | 5   | 3   | 2   | 126  |
| 5    | Mads Østberg        | 4   | 31  | 9   | 3   | NF  | 2   | NF  | NF  | 6   | 16  | 7   | 4   | 3   | 108  |
| 6    | Thierry Neuville    | NF  | 28  | 3   | 7   | 5   | 16  | 3   | NF  | 12  | 7   | 8   | 6   | 42  | 105  |
| 7    | Kris Meeke          | 3   | 10  | NF  | NF  | 3   | 18  | 7   | 3   | NF  | 43  | 3   | 192 | 6   | 92   |
| 8    | Elfyn Evans         | 6   | NF  | 4   | 22  | 7   | 5   | 35  | 7   | 41  | 8   | 62  | 14  | 5   | 81   |
| 9    | Martin Prokop       | NF  | NF  | 5   | 6   | 8   | 6   | 10  | NF  | 7   |     | 10  | 8   | 9   | 44   |
| 10   | Daniel Sordo        | NF  |     |     | NF  | NF  |     |     |     | 2   |     | 4   | 5   |     | 40   |
| 11   | Henning Solberg     |     | 7   |     | 5   |     | 7   | 9   | 9   |     |     |     |     | NF  | 26   |
| 12   | Bryan Bouffier      | 2   |     |     |     |     |     | 14  |     | NF  |     | 9   |     |     | 20   |
| 13   | Juho Hänninen       |     | 19  |     | 8   |     | NF  | 6   | 6   |     |     |     |     | 30  | 20   |
| 14   | Hayden Paddon       |     |     |     |     |     | 11  | 8   | 8   |     | 6   |     | 9   | 10  | 19   |
| 15   | Ott Tänak           |     | 5   | 15  | NF  | 17  | 21  | 11  | 12  | 10  | NF  |     |     | 7   | 17   |
| 16   | Robert Kubica       | NF  | 24  | NF  | NF  | 6   | 8   | 20  | 34  | NF  | 9   | NF  | 17  | 11  | 14   |
| 17   | Benito Guerra jr.   |     |     | 6   |     |     |     |     |     |     |     |     | 18  |     | 8    |
| 18   | Chris Atkinson      |     |     | 7   |     |     |     |     |     |     | 10  |     |     |     | 7    |
| 19   | Pontus Tidemand     |     | 8   |     | 11  |     |     |     |     | 9   |     | 28  |     |     | 6    |
| 20   | Dennis Kuipers      |     |     |     |     |     |     |     |     | 8   |     | 11  |     |     | 4    |
| 21   | Jaroslav Melichárek | 8   |     |     |     |     | 19  |     |     | 14  |     |     |     |     | 4    |
| 22   | Nasser Al-Attiyah   |     |     |     | 9   | 10  | NF  |     |     | 17  | 11  |     | 10  | 17  | 4    |
| 23   | Lorenzo Bertelli    | 12  | 18  | 13  | 30  | 13  | 9   |     | NF  | 50  | 14  |     | NF  | 13  | 2    |
| 24   | Matteo Gamba        | 9   |     |     |     |     |     |     |     |     |     | NF  |     |     | 2    |
| 24   | Craig Breen         |     | 9   |     |     |     |     |     | NF  |     |     |     |     |     | 2    |
| 26   | Yuriy Protasov      | 10  | 15  | 10  | 31  | NF  | 14  |     |     | 11  | 13  | 16  | 11  | 20  | 2    |
| 27   | Jari Ketomaa        |     | 12  |     | 10  | 21  |     | 12  | 11  |     | 12  |     |     | 12  | 1    |
| 28   | Karl Kruuda         |     | 11  |     | 12  |     | 13  | NF  | 10  |     |     |     | 24  |     | 1    |
| 29   | Khalid Al-Qassimi   |     | 16  |     | 13  |     | 10  |     |     |     |     |     | 15  |     | 1    |

| Kleur  | Resultaat                             |
| ------ | ------------------------------------- |
| Goud   | Winnaar                               |
| Zilver | 2e plaats                             |
| Brons  | 3e plaats                             |
| Groen  | Gefinisht, in punten                  |
| Blauw  | Gefinisht, geen punten                |
| Blauw  | Niet geklasseerd (NC: Not classified) |
| Paars  | Niet gefinisht (DNF: Did not finish)  |
| Zwart  | Gediskwalificeerd (DSQ: Disqualified) |
| Wit    | Uitgesloten (EX: Excluded)            |
| Wit    | Trok zich terug (WD: Withdrew)        |
| Wit    | Niet gestart (DNS: Did not start)     |
| Blank  | Geannuleerd (C: Cancelled)            |
| Blank  | Uitgesteld (PP: Postponed)            |

### Constructeurs
| Pos. | Constructeur    | MON | ZWE | MEX | POR | ARG | ITA | POL | FIN | DUI | AUS | FRA | SPA | GBR | Ptn. |
| ---- | --------------- | --- | --- | --- | --- | --- | --- | --- | --- | --- | --- | --- | --- | --- | ---- |
| 1    | Volkswagen      | 37  | 35  | 43  | 29  | 43  | 40  | 35  | 43  | 0   | 43  | 25  | 43  | 31  | 447  |
| 2    | Citroën         | 33  | 23  | 4   | 15  | 15  | 19  | 6   | 15  | 8   | 16  | 21  | 12  | 23  | 210  |
| 3    | M-Sport Ford    | 10  | 12  | 18  | 20  | 8   | 10  | 12  | 16  | 22  | 18  | 18  | 16  | 28  | 208  |
| 4    | Hyundai         | 0   | 8   | 23  | 14  | 10  | 2   | 23  | 8   | 43  | 10  | 16  | 18  | 12  | 187  |
| 5    | Volkswagen II   | 8   | 18  | 2   | 12  | 12  | 12  | 18  | 12  | 15  |     | 18  | 6   | 0   | 133  |
| 6    | Jipocar Ford    | 0   | 0   | 10  | 10  | 4   | 8   | 2   | 0   | 6   |     | 1   | 4   | 4   | 49   |
| 7    | Hyundai N       |     |     |     |     |     | 4   | 4   | 4   | 0   | 10  | 2   | 2   | 2   | 28   |
| 8    | RK M-Sport Ford | 0   | 4   | 0   | 0   | 8   | 6   | 1   | 2   | 0   | 4   | 0   | 0   | 1   | 26   |